# Буйнов, Юрий Владимирович
Юрий Владимирович Буйнов (укр. Буйнов Юрій Володимирович; 19 июля 1952, Запорожье, Украина) — советский и украинский историк, учёный-археолог, кандидат исторических наук. Специалист в области изучения бондарихинской археологической культуры (XI—IX вв. до н. э.), ученик Бориса Андреевича Шрамко. Действительный член Змиевского научного краеведческого общества.

## Биография
Родился 19 июля 1952 года в городе Запорожье. С детства проявлял интерес к истории, был членом археологического кружка Областной детской экскурсионно-туристической станции.
В 1975 году Юрий Владимирович закончил исторический факультет Харьковского государственного университета с отличием. В период 1975-1979 гг. обучался по заочной форме на аспирантуре на кафедре историографии, источниковедения и археологии ХГУ.
Юрием Владимировичем во время проведения полевых исследований был открыт первый могильник бондарихинской культуры возле с. Тимченки (Змиёвский район).
Также, до 1982 г., преподавал в школе села Дублянка (Краснокутский район Харьковской области), и в средней школе № 119 г. Харькова.
В 1981 г. под руководством профессора Б. А. Шрамко защитил кандидатскую диссертацию на тему «Бондарихинская культура» (Институт археологии АН УССР). С 1981 по 1983 гг. работал на кафедре истории Украины, позже стал преподавателем кафедры историографии, источниковедения и археологии, а с 1988 г. — доцентом.
В Харьковском национальном университете Юрий Владимирович читал общие курсы этнологии (этнографии), истории первобытного общества, основ археологии, истории Украины, истории родного края, количественных методов исторического исследования (и курс археологии в ХПИ им. Г. С. Сковороды); спецкурсы: «Методика археологических исследований», «Математические методы в археологии», «Компьютерные технологии в археологии», «Палеоэкология и проблемы древних обществ», «Проблемы энеолита и эпохи бронзы», «Проблемы скифо-сарматской археологии».
С 1984 г. находился в должности заместителя декана исторического факультета, затем — декана факультета (1991—1998), был ответственным редактором «Вестника Харьковского университета», серия «История», членом редколлегии ежегодника «Древности», членом правления Харьковского историко-археологического общества
Занимался исследованиями Гришковского могильника и Циркуновского городища.

## Научная деятельность
Юрий Владимирович Буйнов — автор более 70 научных и учебно-методических работ, один из пионеров математико-статистического метода в археологии, «ветеран» полевой работы. Под его руководством защищены 2 кандидатские диссертации.

### Научные работы
- Антропологические материалы из курганов скифского времени у с. Черемушное на Харьковщины / В. Л. Бондаренко, Ю. В. Буйнов, Д. С. Гречко // ВХНУ. — 2007. — № 762: Історія. — Вип. 39.
- Бондарихинская и чернолесская культуры: проблема взаимосвязей (по материалам городища у с. Веселое на Харьковщине) // Древности — 2005: Харьк. ист.-археол. ежегодник. — Х., 2005.
- Восточнополесский вектор генезиса памятников малобудковского типа финала бронзового века / Ю. В. Буйнов // Древности: Харьковский историко-археологический ежегодник . — 2015 . — Вып. 13.
- Грунтовой могильник позднего бронзового века Червоный шлях-1 в бассейне Северского Донца / Ю. В. Буйнов, А. К. Дегтярь // Вісник Харківського національного університету ім. В. Н. Каразіна. — 07/2005 . — N701: Iсторія вип. 37.
- Исследования курганов скифского периода в Валковском р-не на Харьковщине / Бандуровский А. В., Буйнов Ю. В. // Археологічні відкриття в Україні 1999—2000 рр. — К., 2001.
- К вопросу об исторических судьбах племен бондарихинской культуры // Российская археология. — 2006. — № 2.
- К вопросу об этногенезе племен бондарихинской культуры // ВХНУ. — 2009. — № 852 : Історія. — Вип. 41.
- Курганы скифского времени Харьковской области (северскодонецкий вариант). — К., 2000 (соавтор А. В. Бандуровский).
- Погребения женщин в курганах скифского времени северскодонецкой Лесостепи: палеосоциологический анализ // ВХНУ. — 2015. — № 1145 : Історія. — Вип. 50 (соавтор — Д. С. Гречко).
- Позднебондарихинские комплексы в раскопе VII поселения Родной Край — 1 / Ю. В. Буйнов, А. В. Корохина // ВХНУ. — 2006. — № 728: Історія. — Вип. 38.
- Раскопки городища скифского времени у хутора Городище на Харьковщины // Археологічні відкриття в Україні 2000—2001. — К.: Вид-во ІА НАНУ, 2002.
- Матеріали доби бронзи та раннього та раннього середньовіччя з поселення Циркуни-13 на Харківщині // ВХНУ. — 2012. — № 1005 : Історія. — Вип. 45 (соавтор — М. А. Сергеев).
- Методичні рекомендації з археологічної практики для студентів І курсу історичного факультету / Ю. В. Буйнов, В. В. Скирда, І. Б. Шрамко — Х., 2009.
- Поселення малобудківського типу біля с. Тимченки у басейні р. Сіверський Донець // Археологія. — 2006. — № 1.
- Поховальні пам’ятки та обряд племен бондарихинської культури // Археологія. — 2006. — № 4.